# Joep Lange
Joseph Marie Albert Lange (* 25. September 1954 in Nieuwenhagen, Provinz Limburg, Niederlande; † 17. Juli 2014 bei Hrabowe, Oblast Donezk, Ukraine) war ein niederländischer Mediziner, der an der Entwicklung von Therapien gegen das Immunschwächevirus HIV führend beteiligt war.

## Leben
Lange studierte Medizin an der Universität von Amsterdam. Dort erhielt er 1981 seinen Doktor der Medizin und 1987 seinen Doktor der Philosophie. Nach seiner Promotion war er als Medizinprofessor am Academic Medical Centre der Universität von Amsterdam tätig. 1992 bis 1995 arbeitete Lange für die Weltgesundheitsorganisation (WHO). 2002 bis 2004 war er zudem Präsident der Welt-AIDS-Konferenz. Er starb am 17. Juli 2014 auf dem Weg zur 20. Welt-AIDS-Konferenz in Melbourne, nachdem eine Boeing 777 auf Malaysia-Airlines-Flug 17 durch eine Luftabwehrrakete abgeschossen wurde.

## Wirken
Lange setzte sich dafür ein, Arzneimittel überall in Afrika zu verteilen. Ihm wird ein entscheidender Beitrag zur Entwicklung der antiretroviralen Therapie zugesprochen.

## Auszeichnungen
2007 wurde er zusammen mit zwei Malariaforschern mit der Eijkman-Medaille ausgezeichnet, die von der Stichting-Eijkman-Stiftung für herausragende Leistungen in der Tropenmedizin vergeben wird.